# Tarczówkowate

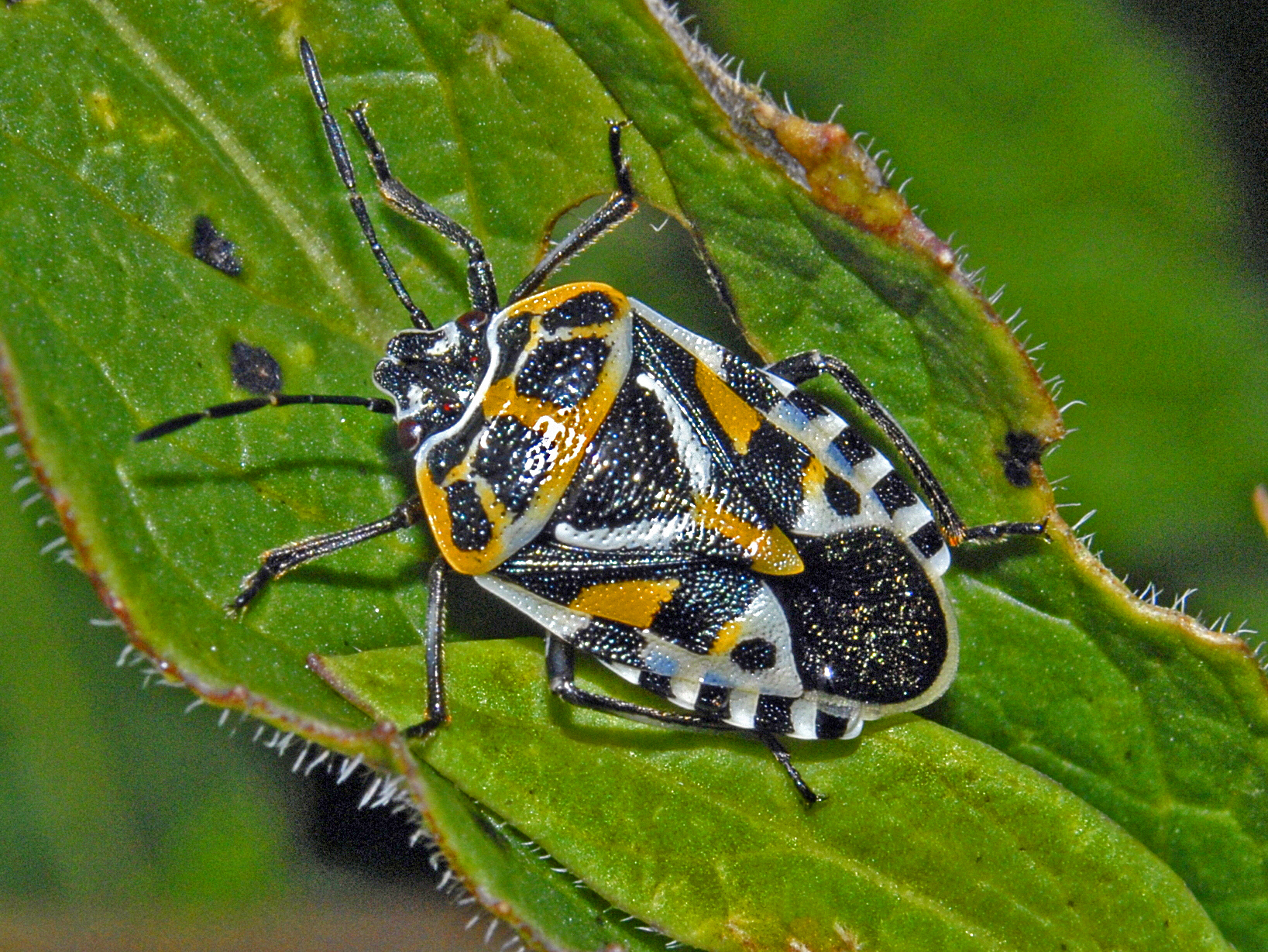
Eurydema ventralis

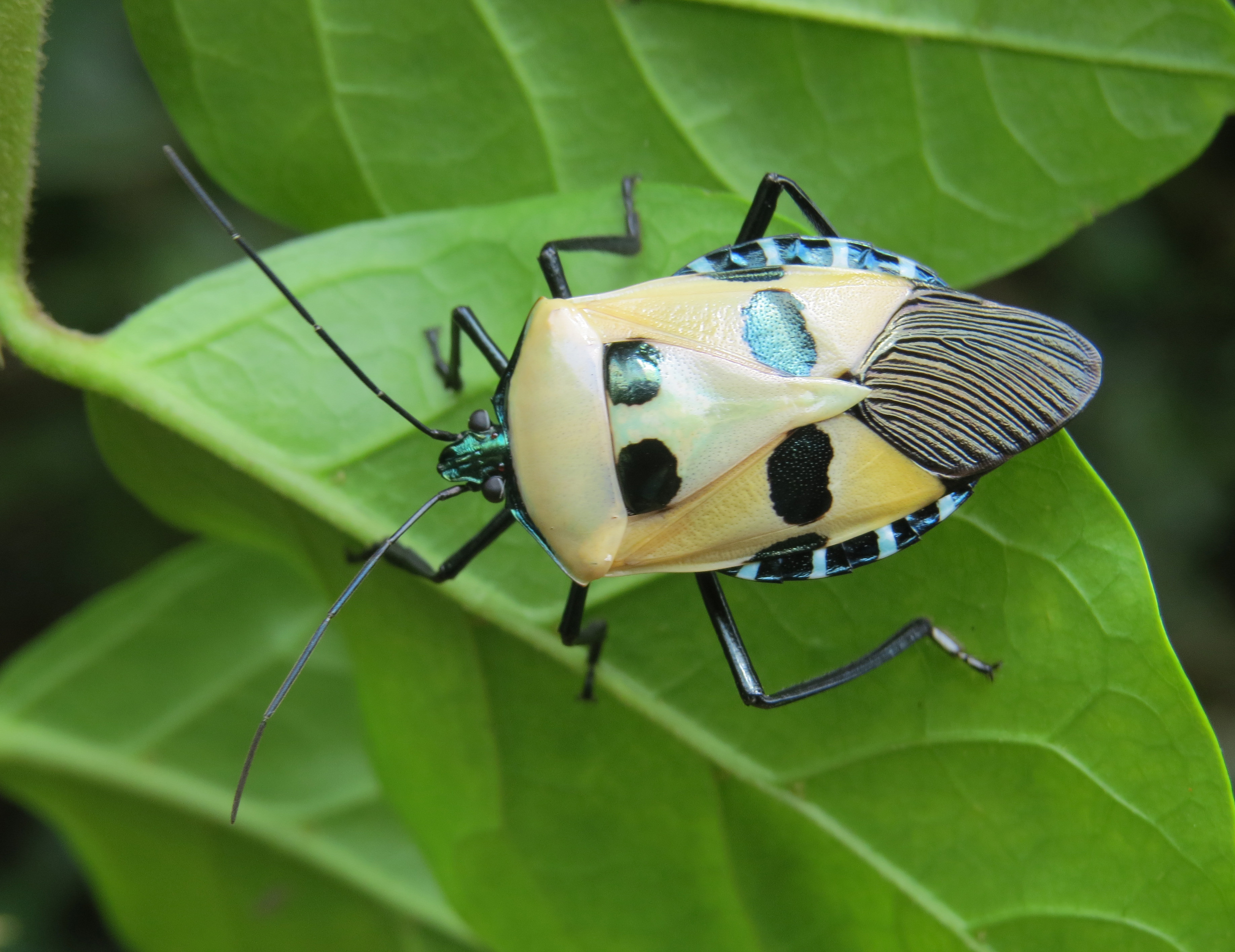
Catacanthus incarantus

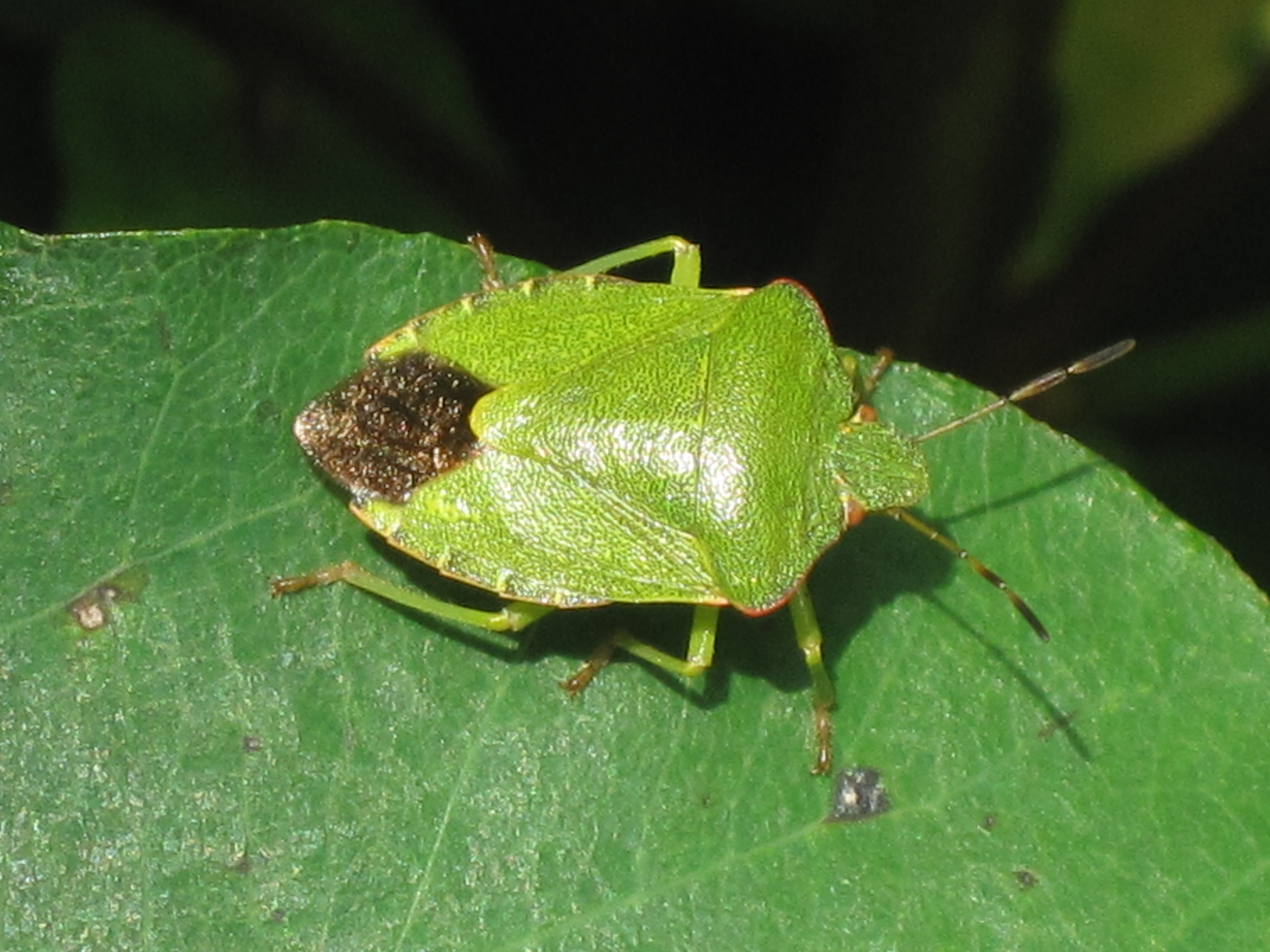
Odorek jednobarwek

Tarczówkowate (Pentatomidae) – rodzina owadów z podrzędu pluskwiaków różnoskrzydłych.

## Opis
Pluskwiaki te osiągają od 4 do 20 mm długości ciała, którego kształt jest zwykle jajowaty lub szeroko-owalny, aczkolwiek może być on też silnie wydłużony, głównie u form żyjących na trawach. Czułki są u nich pięcioczłonowe, wyjątkowo czteroczłonowe. Tułów cechuje tarczka sięgająca nieco za połowę odwłoka, a jeśli sięga ona do końca odwłoka to jej szerokość u nasady nie przekracza szerokości podstawy przedplecza. Kształt tarczki zwykle jest mniej lub bardziej zbliżony do trójkątnego. Odnóża mają zwykle trójczłonowe stopy; dwuczłonowe są one tylko u Cyrtocorinae. Nogi charakteryzuje również brak dużych i mocnych kolców na goleniach. Trichobotria odwłokowe rozmieszczone są poprzecznie, za przetchlinkami. U larw grzbietowe gruczoły zapachowe odwłoka są parzyste i uchodzą między tergitami trzecim i czwartym, czwartym i piątym oraz piątym i szóstym. Z nielicznymi wyjątkami drugi segment odwłoka ma swe przetchlinki przysłonięte pleurytami zatułowia. Za cechy apomorficzne uważa się sztywną fallotekę ze zbiorniczkiem ejakulacyjnym o stałej pozycji, błoniastą część grzbietową ósmego segmentu odwłoka samców, wezykę bez błony łączącej, obecność triangulinu oraz całkowite zlanie się drugiej pary walwiferów. Samice, z wyjątkiem plemienia Ochlerini mają laterotergity dziewiątego segmentu odwłoka oddzielone. Wszystkie samice mają gonapofizy dziewiątego segmentu zredukowane i zlane z gonokoksytami, dwa skleryty w okolicy wejścia do zbiorniczka nasiennego i pozbawione są gonangulum.
Jaja mają formę baryłkowatą z odczepialnym wieczkiem, określanym jako pseudooperkulum.

## Biologia i ekologia
Tarczówkowate są najczęściej roślinożercami, odżywiającymi się owocami, niedojrzałymi nasionami lub sokami wysysanymi z liści bądź łodyg. Niektóre gatunki mogą fakultatywnie przechodzić na drapieżny tryb, atakując jaja i larwy owadów. Przedstawiciele Asopinae są zaś wyłącznie drapieżne.
Niektóre gatunki wykazują opiekę rodzicielską.

## Rozprzestrzenienie
Rodzina kosmopolityczna, najliczniej reprezentowana w strefie tropikalnej i subtropikalnej. 
W Polsce występuje 46 gatunków z 27 rodzajów (zobacz tarczówkowate Polski).

## Systematyka
Rodzina ta jest czwartą najliczniejszą w gatunki z podrzędu Heteroptera i najliczniejszą w nadrodzinie tarczówek. W 2011 roku znanych było 4722 gatunków z 896 rodzajów. Dzieli się je na 10 podrodzin:
- Aphylinae Bergroth, 1906
- Asopinae Spinola, 1850
- Cyrtocorinae Distant, 1880
- Discocephalinae Fieber, 1860
- Edessinae Amyot & Serville, 1843
- Pentatominae Leach, 1815
- Phyllocephalinae Amyot & Serville, 1843
- Podopinae Amyot & Serville, 1843
- Serbaninae Leston, 1953
- Stirotarsinae Rider, 2000

Ponadto następujących rodzajów wymarłych nie zaliczono do żadnej z nich:
- Antillosciocoris Thomas, 2005
- Mesohalys Beier, 1952
- Pentatomites Scudder, 1890
- Poliocoris Kirkaldy, 1910
- Polioschistus Scudder, 1890
- Poteschistus Scudder, 1890
- Taubatecoris Martins, 1997
- Teleocoris Kirkaldy, 1910
- Teleoschistus Scudder, 1890
- Thlimmoschistus Scudder, 1890
- Thnetoschistus Scudder, 1890
- Tiroschistus Scudder, 1890